# Battaglia di Agua Dulce
La battaglia di Los Cuates de Agua Dulce fu la settima battaglia della rivoluzione del Texas, ebbe luogo a circa 42 km dalla città texana di San Patricio, il 2 marzo 1836, nel corso della rivoluzione texana. Nel febbraio 1836, il generale messicano Jose Urrea guidò un contingente di truppe lungo la costa texana, con l'obbiettivo di riconquistare Goliad. Dopo la disfatta di un piccolo contingente texano a San Patricio, Urrea venne a sapere che il resto del gruppo stava tornando a San Patricio dopo aver catturato una mandria di cavalli selvaggi. Urrea e sessanta cavalleggeri li attesero nascosti nella macchia la mattina del 2 marzo. Dopo una breve battaglia il corpo principale delle truppe texane fu sconfitto. Il comandante Grant ed un altro uomo furono inseguiti per 13 km, Grant fu ucciso, le perdite texane ammontarono a 12 uomini.  Sei texani furono catturati e, contraddicendo agli ordini di Santa Anna, furono presi prigionieri, altri sei uomini riuscirono a fuggire ma cinque di essi furono poi fra le vittime del massacro di Goliad.

## Antefatti
La Rivoluzione Texana ebbe inizio il 2 ottobre 1835. In poche settimane il presidente messicano, Antonio López de Santa Anna mise in atto le contromisure per soffocare la rivolta: delegati i suoi impegni presidenziali si mise personalmente alla testa delle truppe operanti in Texas  Dal dicembre 1835, Santa Anna riunì 6 019 uomini a San Luis Potosí con l'intenzione di marciare con la maggior parte di essi verso la zona centrale del Texas e riconquistare San Antonio de Bexar. Il generale Jose Urrea avrebbe comandato il secondo fronte di guerra con l'obbiettivo di riconquistare il Presidio La Bahia a Goliad. Il 17 febbraio 1836 Urrea con 550 uomini attraversò il Rio Grande presso Matamoros.

## Preludio
In un attacco a sorpresa, il 27 febbraio le truppe di Urrea sconfissero i texani comandati da Frank W. Johnson a San Patricio.  Giorni prima, il co-comandante di Johnson, James Grant, aveva guidato un gruppo di uomini a sud, per catturare cavalli.

## Svolgimento della battaglia
Ignaro del destino di Johnson, Grant ed i suoi uomini iniziarono a marciare verso nord, in direzione di San Patricio, con a seguito una mandria di cavalli selvatici catturati in precedenza. Urrea, venuto a sapere dei loro movimenti, inviò, il 2 marzo, circa sessanta cavalleggeri ad intercettare i texani. A circa 42 chilometri da Patricio, nei pressi del torrente Agua Dulce, si nascose in due macchie di boscaglia. Grant, Ruben Brown e Placido Benavides precedevano a cavallo le truppe texane di quasi un chilometro e non scorsero alcun segno della presenza dei messicani.
Non appena i texani raggiunsero la boscaglia la cavalleria messicana attaccò, colti completamente di sorpresa la maggior parte dei texani furono colpiti prima ancora di riuscire ad estrarre il fucile. Udendo gli spari Grant ordinò a Benavides, un abitante del luogo che quindi conosceva bene quei posti, di raggiungere Goliad per avvisare Fannin del fatto che i messicani fossero nelle vicinanze. Grant e Brown quindi tornarono indietro per lanciarsi nella mischia. Non appena avvicinatisi, tuttavia, si resero conto che la battaglia era persa, con la maggior parte degli uomini feriti o uccisi. Una lancia messicana uccise il cavallo di Brown che tuttavia riuscì a montare su un altro cavallo proprio in questo momento i cavalli selvaggi al seguito dei texani si precipitarono sulla scena, la confusione che ne seguì permise a Grant e Brown di fuggire. Secondo la successiva ricostruzione di Brown entrambi i cavalli furono feriti dai colpi esplosi dai messicani all'inseguimento.
Subito i messicani si lanciarono all'inseguimento dei due, intimando loro di arrendersi. Dopo un inseguimento di 13 km Grant e Brown furono disarcionati, Grant uccise un soldato messicano che aveva colpito con una lancia il braccio di Brown. Grant divenne quindi l'obbiettivo degli altri soldati messicani rimanendo ucciso, immobilizzato da un lazo al braccio Brown si arrese e fu preso prigioniero.

## Conseguenze
Malgrado Urrea sostenesse che 41 texani erano stati uccisi, gli storici moderni sostengono che i caduti texani furono solo 12 e sei texani furono presi prigionieri. Disattendendo agli ordini di Santa Anna Urrea risparmiò coloro che si arresero, i prigionieri furono quindi trasferiti in una prigione a Matamoros mentre altri sei texani riuscirono a fuggire. Cinque di essi raggiunsero il presidio di Fannin a Goliad e furono in seguito uccisi durante il Massacro di Goliad. Non si ha notizia di perdite messicane anche se si pensa che almeno un soldato messicano fu ucciso durante lo scontro, dopo la battaglia i messicani s'impossessarono dei cavalli al seguito dei texani.
Secondo lo storico Stephen Hardin la battaglia dimostra che i texani non combattevano bene in campo aperto. La notizia dell'arrivo imminente di Urrea mise in agitazione Fannin, che temette che Santa Anna avrebbe condotto le proprie truppe da San Antonio de Bexar a Goliad, chiudendolo fra le armate messicane. Fannin scrisse al governatore pro-tempore James W. Robinson, "Sono un giudice migliore degli altri per quanto riguarda le mie capacità militari e, se non sono in grado di comandare un'armata non sono stato in grado di capirlo." Il governo provvisorio del Texas nominò Sam Houston come nuovo comandante in capo 4 marzo ma dando a Fannin l'istruzione di "lavorare a sua discrezione per tenere la posizione o per ritirarsi qualora lo giudicasse necessario per la sicurezza dei coraggiosi volontari, i regolari e la milizia sotto al suo comando".